# Сказание о Дракуле воеводе
«Сказа́ние ο Дра́куле воеводе» — древнерусский памятник художественной прозы, созданный в конце XV века. Повесть посвящена господарю Валахии (ныне часть Румынии) Владу III Дракуле, после смерти получившему прозвище «Цепеш».
Автор повести, предположительно, Фёдор Курицын, дипломат на службе у московского князя Ивана III, один из образованнейших людей своего времени. Переписал сказание иеромонах Ефросин.

## История создания памятника и вопрос авторства
Беллетристические произведения создавались на Руси и раньше, но это были переводы («Повесть об Акире Премудром», «Девгениево деяние»). «Сказание ο Дракуле» стало одним из первых оригинальных произведений.  
Судя по тексту, автор был в Венгрии и в соседних землях в 80-х годах XV века, после смерти Влада Цепеша. Весьма вероятно, что он был русским послом в Венгрии и Молдавии. Из известных лиц на эту роль наиболее подходит дьяк Ивана III Фёдор Курицын, возглавлявший русское посольство к венгерскому королю Матвею Корвину и молдавскому господарю Стефану Великому, вернувшееся в 1485 году. На обратном пути думный дьяк был надолго задержан турками в Аккермане, где, по всей вероятности, в 1484 году (до этого времени город принадлежал молдаванам) и было написано «Сказание». 
Кроме того, ещё с 1460-х годов Фёдор Курицын неоднократно бывал на Балканах, где мог и лично познакомиться со многими людьми, очевидцами событий «Сказания», включая самого Влада III Дракулу.
Аналогичные повести были написаны в это время и другими иностранцами, бывавшими в придунайских землях: немецкий анонимный автор брошюр «О великом изверге Дракола Вайда», поэт-мейстерзингер Михаэль Бехайм и гуманист из Италии Антонио Бонфини, автор «Венгерской хроники».
В отличие от авторов немецких «летучих листков», рассказывая ο многочисленных жестокостях Дракулы, Фёдор Курицын отмечал и справедливость Дракулы, беспощадно каравшего любого преступника, невзирая на лица. В этом автор близок «Венгерской хронике» итальянца Бонфини, который считал единство жестокости и справедливости обязательным свойством государя, однако Бонфини писал о Дракуле несколько позже Курицына.  
Произведение в 1490 году переписал Ефросин, иеромонах Кирилло-Белозерского монастыря.

## Дискуссии о характере произведения
Первые исследователи, начиная с Н. М. Карамзина, не сомневались в том, что «Повесть о Дракуле» — русский памятник. В 1863 году Ф. И. Буслаев обратил внимание коллег на европейские параллели сочинения о Дракуле. После этого в литературе появились предположения, что русский текст — перевод или переработка европейского памфлета. К концу XIX века эта точка зрения утвердилась в науке. К примеру, А. И. Соболевский включил «Повесть о Дракуле» как древнейший из переведённых на русский язык летучих листков, в свою работу о переводной литературе Московской Руси XIV—XVII столетий. Однако в статье А. Д. Седельникова (1929) это предположение было отвергнуто. В 1950-1960-х годах гипотеза о русском происхождении памятника утвердилась в советской науке, хотя некоторые румынские исследователи продолжали настаивать на его переводном характере. Таким образом, дискуссия о происхождении «Повесть о Дракуле» была тесно связана с политической ситуацией в России. 
Притча о двух монахах в сочинении Курицына лежит в русле древнерусских учений об особой роли богоустановленного правителя для коллективного спасения в благочестивом царстве. Содержание и идейное осмысление притчи резко отличается от притчи о двух монахах в немецких «летучих листках». Некоторые исторические события вымышлены, например, сражение между Владом и Матвеем Корвином, которого в реальности не было.